# ولاسه (ورانگه)
ولاسه (به صربی: Vlase) یک منطقهٔ مسکونی در صربستان است که در ناحیه پچینیا واقع شده‌است. ولاسه ۹۱ نفر جمعیت دارد.